# Piła
Piła (pronuncia piua) (in latino Pila, in tedesco Schneidemühl, in ebraico פ׳לה) è una città polacca, capoluogo del distretto di Piła nel voivodato della Grande Polonia.
Ricopre una superficie di 102,68 km² e nel 2006 contava 75 044 abitanti.

## Amministrazione
La città polacca è gemellata con:
- Schwerin

- Imola, dal 31 gennaio 2017[1]